# Gefleckter Doppelfüßer

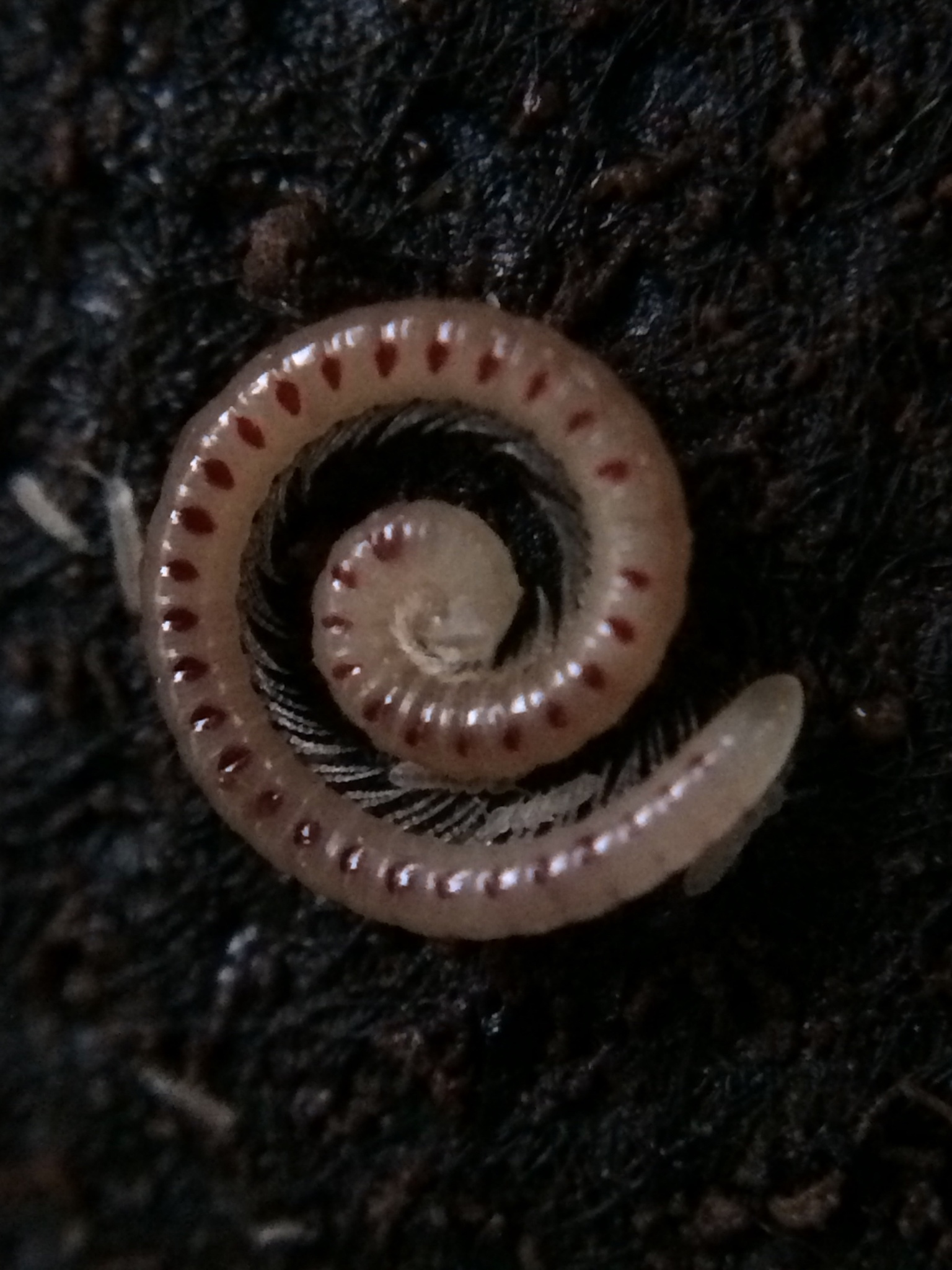
Ein eingerolltes Exemplar

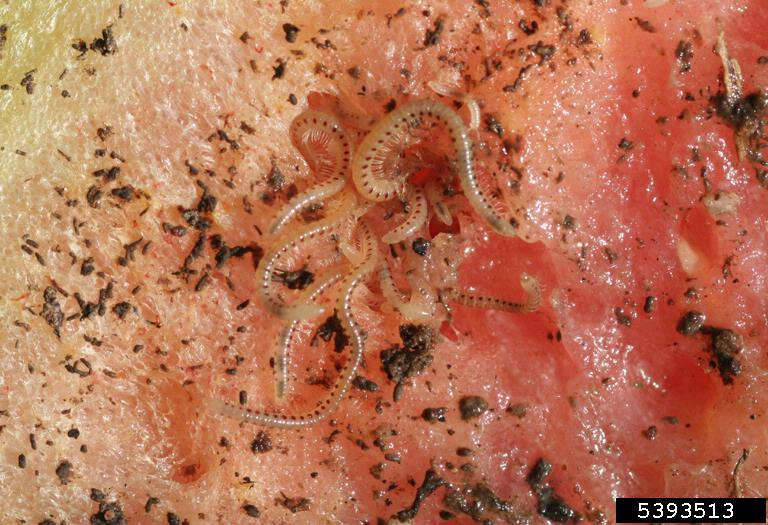
Die Tiere sind manchmal in Gruppen zu finden.

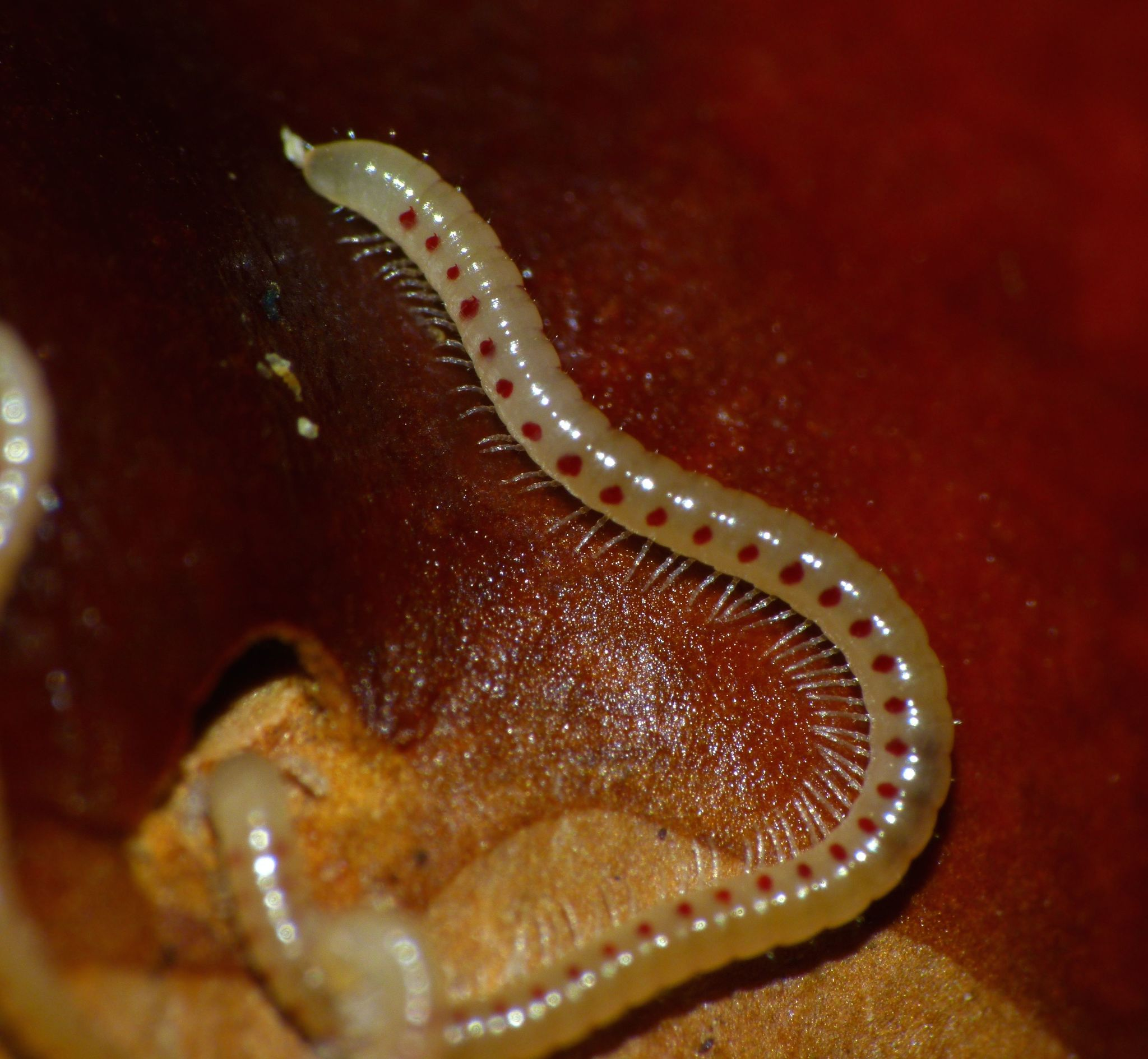
Gut erkennbar sind die roten Wehrdrüsen an den Seiten.

Der Gefleckte Doppelfüßer (Blaniulus guttulatus), auch Getüpfelter Tausendfuß oder Tüpfeltausendfuß genannt, ist eine Art der zu den Doppelfüßern gehörenden Schnurfüßer. Ursprünglich in Europa verbreitet, wurde die Art in zahlreiche Gebiete der Erde eingeschleppt und ist heute kosmopolitisch verbreitet. Im englischen wird die Art spotted snake millipede genannt.

## Merkmale
Die Körperlänge der Männchen beträgt 7–14 mm, die der Weibchen 9–16 mm. Die Körperbreite der Männchen beträgt 0,4–0,6 mm, die der Weibchen 0,5–0,7 mm. Der Körper ist in 33–54 Segmente unterteilt. Augen oder Ocellen sind nicht vorhanden. Die sehr schlanke Art ist weiß bis cremefarben gefärbt und weist auffallend rote Wehrdrüsen auf. Diese sitzen typisch für Doppelfüßer an den Seiten des Körpers, jeweils nahe der Naht der Doppelsegmente (Diplosegmente), die aus Prozonit und Metazonit aufgebaut sind. Die Rumpfsegmente sind nur unterhalb der Wehrdrüsen gefurcht. Im Vergleich zur ähnlichen Art Archiboreoiulus pallidus  sind die Metazoniten nur mit relativ kurzen Borsten gesäumt, die etwa halb so lang sind wie die Metazoniten selbst. Die Fleckenreihen, die beim Gefleckten Doppelfüßer rot sind, sind bei Archiboreoiulus pallidus außerdem gelblich bis rotbraun gefärbt. Eine weitere ähnliche Art ist Boreoiulus tenius, bei der die Borsten der Segmente noch kürzer sind und die Wehrdrüsen orange gefärbt.

## Verbreitung und Lebensraum
Das ursprüngliche Verbreitungsgebiet der Art liegt in Europa, anhand der Verbreitung der anderen Gattungsvertreter vermutlich Westeuropa. Heute lebt sie vor allem in Mittel- und Nordeuropa, im mediterranen Südeuropa ist sie selten oder fehlend. Das Verbreitungsgebiet reicht von Irland und Großbritannien (hier fehlend im Norden von Schottland) im Nordwesten und den Pyrenäen im Südwesten über Frankreich bis nach Belgien, Luxemburg, die Schweiz und Niederlande, Deutschland, Dänemark, Österreich, Polen, Tschechien, Ungarn und die Slowakei. Im Norden und Nordosten des Verbreitungsgebiets werden der Süden Norwegens und Schwedens besiedelt sowie Litauen, Estland und der Süden Finnlands. Eingeschleppt wurde die Art in viele Teile der Erde, so nach Madeira, die Azoren, die Kanarischen Inseln, St. Helena, Tristan da Cunha, Tasmanien, Australien, die Norfolkinsel, Kanada, die Vereinigten Staaten und Teile Südamerikas. In Deutschland ist die Art weit verbreitet, bevorzugt aber wärmere Gebiete. Sie gehört zu den häufiger zu findenden Doppelfüßern in Mitteleuropa.
Der Gefleckte Doppelfüßer lebt in Gärten, Feldern und Feldgehölzen und kommt meist stark synanthrop vor. Wälder werden eher gemieden. Die Art bevorzugt schwere, lehmige Böden, in der Regel Kalkböden mit der Humusform Mull. Sie kann auf solchen gelegentlich auch in Laubwäldern auftreten. Die Art fehlt auf Sandböden.

## Lebensweise
Die Art ernährt sich überwiegend von faulenden Pflanzenteilen, Obst, Gemüse und Aas. Bei Gärtnern ist sie für ihren Ruf als Schädling bekannt, obwohl sie sich meist nur von Teilen der Pflanzen ernährt, die bereits faulen. In längeren Trockenzeiten werden aber auch gesunde Pflanzenteile verzehrt. Dabei kommt sie an Erdbeeren, Kartoffeln, Gurken, Rüben, Spargel, anderen Gemüsesorten, Obst, Dahlien, Pilzen und unter besonderen Bedingungen auch an Forstkulturen vor. Für das Erreichen der Geschlechtsreife werden 4 Jahre benötigt, wobei Männchen sich schon in einem früheren Stadium vermehren können als die Weibchen. Zur Paarung klemmen die Männchen die Mundspalte der Weibchen mit Hakenbeinen fest, um diese so in einer Paarungsstellung zu fixieren. Zusätzlich werden dabei noch die Antennen der Weibchen mit zangenartigen „Doppelbacken“, die an den Seiten des Kopfes sitzen, ergriffen. Im Norden Europas und in Kanada sind aber auch parthenogenetische Populationen ganz ohne Männchen bekannt. Funde der Art gelingen meist im Frühjahr oder Herbst, im Sommer und vor allem im Winter ist sie seltener zu finden. Aufgrund des mehrjährigen Lebenszyklus überwiegen Jungtiere, bei einer Untersuchung im Süden von Wales waren nur 3 bis 9 Prozent der überwinternden Tiere Adulti.

## Taxonomie
Die Art wurde 1792 von Louis Augustin Guillaume Bosc unter dem Namen Julus guttulatus erstbeschrieben. Weitere Synonyme der Art lauten Iulus guttulatus Bosc, 1792, Typhloblaniulus guttulatus (Bosc, 1792), Blanjulus guttulatus (Bosc, 1792), Julus fragarium Lamarck, 1818 und Blaniulus fragarium (Lamarck, 1818). Andere Autoren schreiben den Artnamen, dem Taxonomen Richard L. Hoffman folgend, als Blaniulus guttulatus (Fabricius, 1798) stattdessen Fabricius zu.